# Morti nel 1155
| Questa pagina contiene informazioni ricavate automaticamente dalle voci biografiche con l'ausilio del template Bio e di un bot. L'aggiornamento è periodico e automatico e ricostruisce completamente la pagina. Se manca una persona in questa lista, sei pregato di non aggiungerla, ma accertati piuttosto che la sua voce biografica contenga il template Bio e che i dati anagrafici siano correttamente compilati. Se il template Bio manca, inseriscilo tu stesso o, in alternativa, metti l'avviso {{tmp\|Bio}} che ne segnala la mancanza. Se i dati riportati sono sbagliati, correggi direttamente la voce biografica; le modifiche saranno visibili in questa lista entro pochi giorni. Per chiarimenti vedi il progetto biografie. La lista contiene solo le 11 persone che sono citate nell'enciclopedia e per le quali è stato implementato correttamente il template Bio. Pagina aggiornata al 10 feb 2025. |

- 6 febbraio - Sigurd II di Norvegia, re norvegese (n. 1133)
- 4 giugno - Baldovino di Redvers, nobile britannico
- 8 giugno - Fujiwara no Akisuke, poeta giapponese (n. 1090)
- 18 giugno - Arnaldo da Brescia, religioso italiano (n. 1090)
- 22 agosto - Konoe, imperatore giapponese (n. 1139)
- Abu l-Fath al-Khazini, astronomo e fisico bizantino (n. 1115)
- Ebolo II di Ventadorn, trovatore francese (n. 1086)
- Roger FitzMiles, II conte di Hereford, nobile inglese
- Maredudd ap Gruffydd, principe (n. 1130)
- Minamoto no Yoshikuni, giapponese (n. 1082)
- Riccardo de Lingèvres, militare normanno